# Joseph Blackburn
Joseph Blackburn, ou Jonathan Blackburn, était un peintre anglais du XVIIIe siècle qui travailla essentiellement aux Bermudes et dans les Treize colonies.

## Galerie

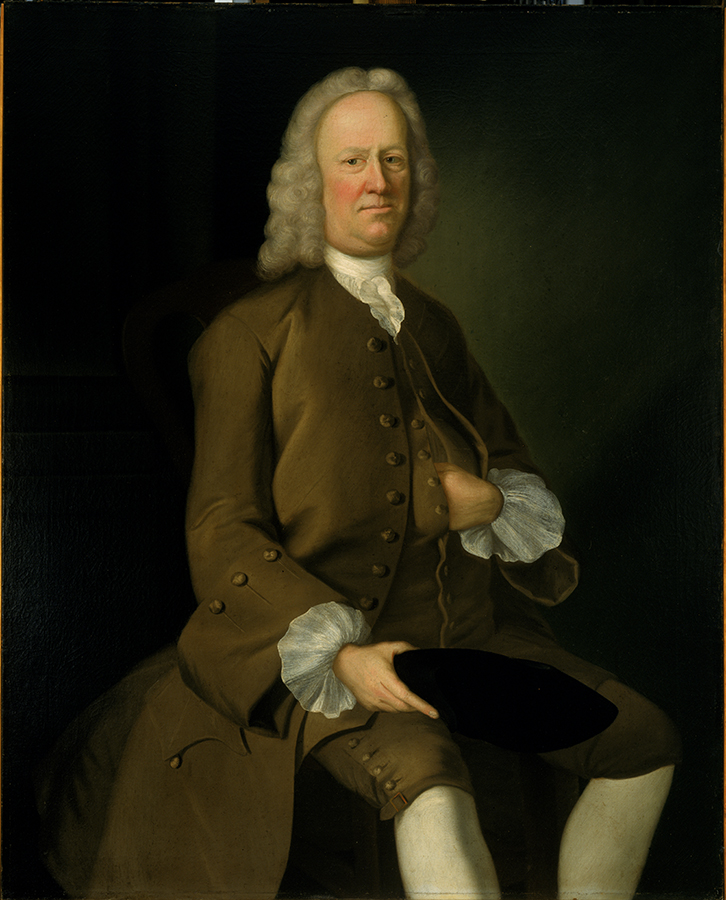
Portrait de Gillam Phillips.
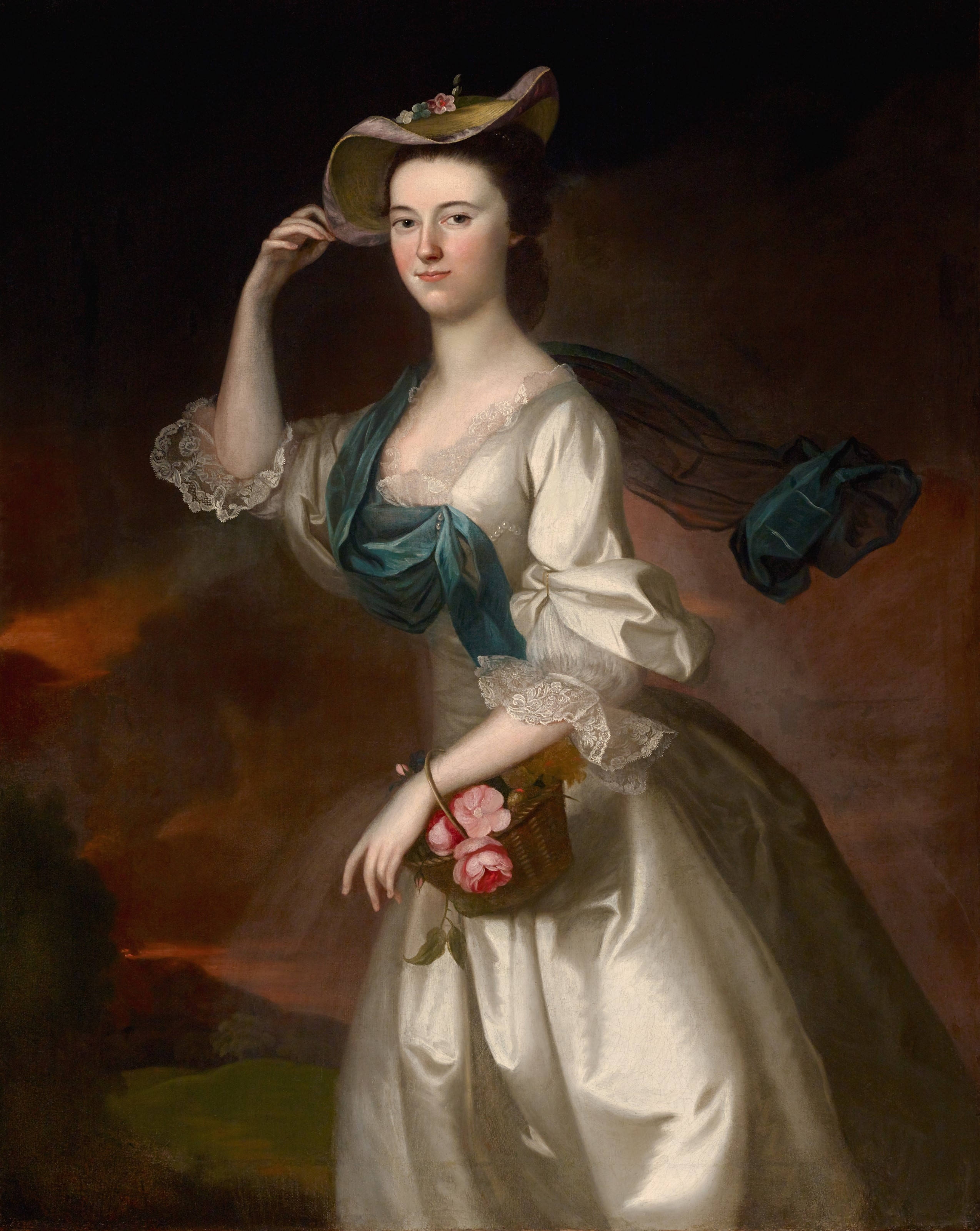
Portrait d'Abigail Erving Scott.
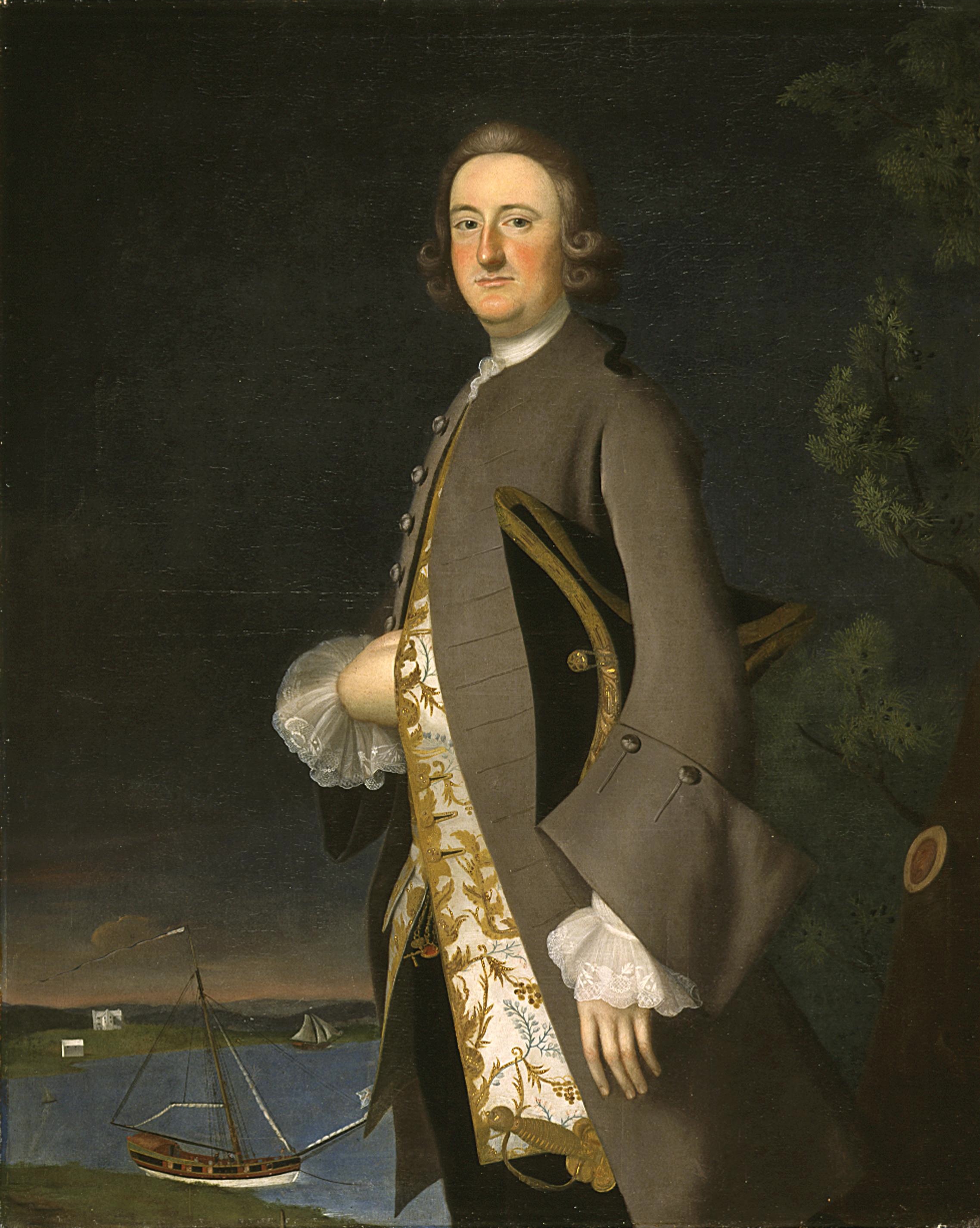
Portrait du capitaine John Pigott.
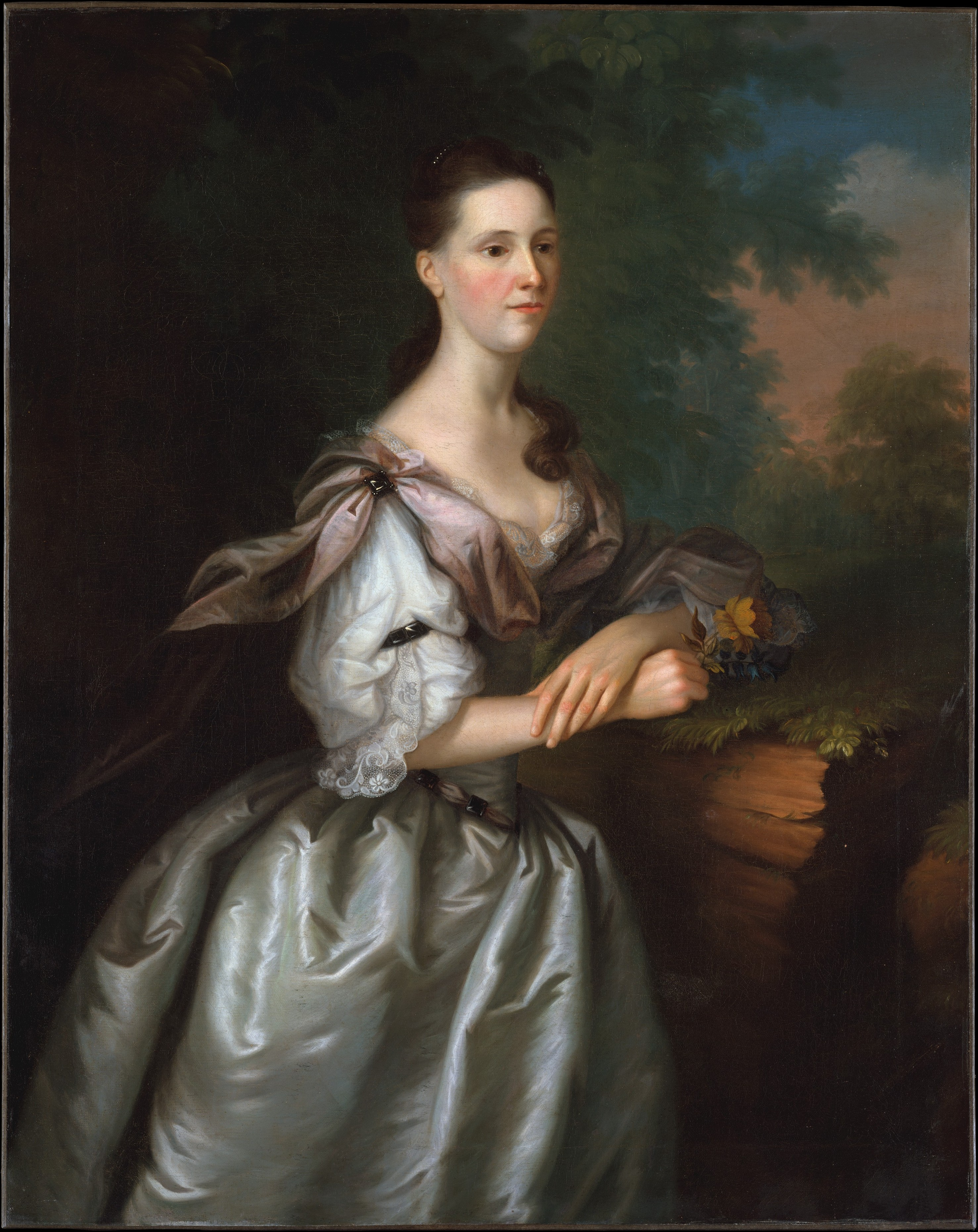
Portrait de Mrs Samuel Cutts.